# SN 2003jb
SN 2003jb – supernowa typu Ia odkryta 23 października 2003 roku w galaktyce IC 1065. W momencie odkrycia miała maksymalną jasność 16,50m.